# Liste du patrimoine culturel immatériel de l'humanité en Macédoine du Nord
Cet article recense les pratiques inscrites au patrimoine culturel immatériel en Macédoine du Nord.

## Statistiques
La Macédoine du Nord a ratifié la convention pour la sauvegarde du patrimoine culturel immatériel le 13 juin 2006. La première pratique protégée est inscrite en 2013.
En 2024, le pays compte 6 éléments inscrits au patrimoine culturel immatériel, 5 sur la liste représentative et 1 nécessitant une sauvegarde urgente.

## Listes

### Liste représentative
Les éléments suivants sont inscrits sur la liste représentative du patrimoine culturel immatériel de l'humanité :
| Élément                                                                    | Type | Subdivision | Année | Lien  | Notes                                                | Illus. |
| -------------------------------------------------------------------------- | --- | ----------- | ----- | ----- | ---------------------------------------------------- | ------ |
| La fête des Quarante saints martyrs à Chtip                                | pratiques sociales, rituels et événements festifs                                                                | Chtip       | 2013  | 00734 |                                                      |        |
| La kopatchkata (en), danse communautaire du village de Dramtche, Pianets   | arts du spectacle                                                                                                | Dramtché    | 2014  | 00995 |                                                      |        |
| Les pratiques culturelles associées au 1er Mars                            | pratiques sociales, rituels et événements festifs                                                                |             | 2017  | 01287 | Partagé avec la Bulgarie, la Moldavie et la Roumanie |        |
| L'Hıdrellez, fête du printemps                                             | pratiques sociales, rituels et événements festifs                                                                |             | 2017  | 01284 | Partagé avec la Turquie                              |        |
| La fabrication et la pratique de la cornemuse traditionnelle (gayda/tulum) | arts du spectacle pratiques sociales, rituels et événements festifs savoir-faire liés à l'artisanat traditionnel |             | 2024  | 02114 | Partagé avec la Turquie                              |        |

### Patrimoine immatériel nécessitant une sauvegarde urgente
La Macédoine du Nord compte un élément listé sur la liste du patrimoine immatériel nécessitant une sauvegarde urgente :
| Élément                                                     | Type              | Subdivision | Année | Lien  | Notes | Illus. |
| ----------------------------------------------------------- | ----------------- | ----------- | ----- | ----- | ----- | ------ |
| Le glasoechko, chant d'hommes à deux voix dans le bas Polog | arts du spectacle | Polog       | 2015  | 01104 |       |        |

### Registre des meilleures pratiques de sauvegarde
Le pays ne compte aucune pratique listée au registre des meilleures pratiques de sauvegarde.